# Aleksey Juk
Aleksey Vladimirovich Juk  (em russo: Алексей Владимирович Жук: Novosibirsk, 6 de novembro de 1955) é um ex-handebolista soviético, medalhista olímpico. É atual manager esportivo do CSKA Moscou. 
Aleksey Juk fez parte do elenco vice-campeão olímpico de handebol nas Olimpíadas de Moscou em 1980. Ele anotou 20 gols em seis partidas.